# Borja Sainz Eguskiza
Borja Sainz Eguskiza (Leioa, 1 de febrer de 2001) és un futbolista professional basc que juga com a volant dret pel Norwich City F.C. de l'EFL Championship anglès.

## Carrera de club
Sainz va ingressar a Lezama, el planter de l'Athletic Club Bilbao el 2012, provinent del club local AD Lagun Artea. L'agost de 2017, va signar pel Deportivo Alavés després de rebutjar una renovació de contracte dels Lleons.
El 2 de setembre de 2018, Sainz va fer el seu debut com a sènior amb el filial a l'edat de 17 anys, jugant els últims tres minuts en un 3–0 a casa a Tercera Divisió que acabà en victòria contra la SD San Pedro. Va marcar el seu primer gol com a sènior el 7 d'octubre en una derrota per 2–0 a casa contra la SD Beasain, i va acabar la termporada amb cinc gols en 18 partits.
Sainz va fer el seu debut amb el primer equip – i a La Liga – el 25 d'agost de 2019, entrant com a suplent a la segona part per Luis Rioja en un empat 0–0 a casa contra el RCD Espanyol; va esdevenir així el primer jugador del segle XXI en jugar amb l'equip sènior. Va marcar el seu primer gol en la categoria el 18 de juny de l'any següent, el primer del partit en una victòria a casa per 2–0 contra la Reial Societat.
El 5 d'agost de 2021, Sainz va ser cedit al Real Saragossa de segona divisió per la resta de la temporada. El 28 de juliol de l'any següent, es va traslladar a l'estranger per primera vegada en la seva carrera després de fitxar pel Giresunspor de Turquia.
El 30 de juny de 2023, Sainz va signar pel club Norwich City FC amb un contracte de tres anys després de la seva sortida del Giresunspor.